# Emmanuel de Martonne

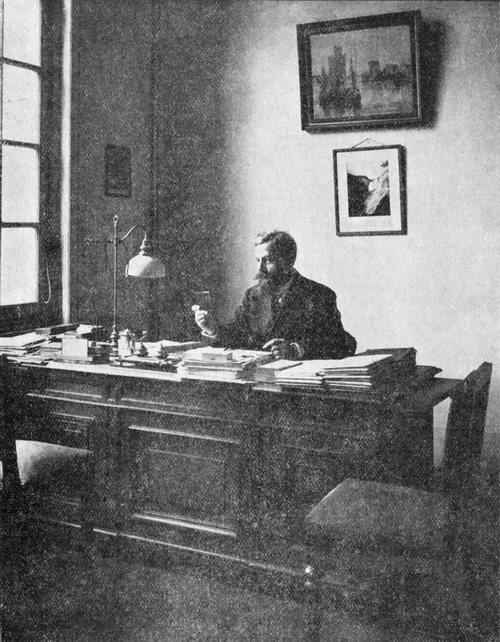
Emmanuel de Martonne, 1929 circa

Emmanuel de Martonne (Chabris, 1º aprile 1873 – Sceaux, 24 luglio 1955) è stato un geografo francese.

## Biografia
Lavorò nelle università di Rennes e Lione, insegnando geografia. Trasferitosi a Parigi, vi diresse a lungo l'istituto di geografia. Compì vari viaggi di studio in Europa e in America.
Nelle sue opere espresse le sue teorie sulla funzione e gli scopi degli studi geografici.
Il Traité de géographie physique : Climat, Hydrographie, Relief du sol, Biogéographie è rimasto per vari decenni un testo fondamentale per lo studio della geografia.

## Pubblicazioni
- La Valachie, Parigi, Armand Colin, 1902 (tesi di dottorato)
- Recherches sur l'évolution morphologique des Alpes de Transylvanie (Karpates méridionales), Parigi, Delagrave, 1906
- Traité de géographie physique : Climat, Hydrographie, Relief du sol, Biogéographie, Parigi, Armand Colin, 1909
- Les régions géographiques de France, Parigi, Flammarion, 1921
- Abrégé de géographie physique, Parigi, Armand Colin, 1922
- Les Alpes. Géographie générale, Parigi, Armand Colin, 1926
- Géographie universelle, volume IV : Europe centrale, Parigi, Armand Colin, due volumi, 1930 e 1931
- Géographie aérienne, Parigi, Albin Michel, 1948
- La découverte aérienne du monde, Horizons de France, 1948
- Géographie universelle, volume VI : La France physique, Parigi, Armand Colin, 1942